# Robel Kiros Habte
Pour les articles homonymes, voir Habte et Kiros.
Robel Kiros Habte, né le 13 avril 1992 à Adama (Éthiopie), est un nageur éthiopien. Il participe à l'épreuve du 100 mètres nage libre aux Jeux olympiques de 2016. Avec un temps de 1 minute et 4 secondes, il se classe à la 59e place et dernière position. Sa performance a été comparée à celle d'Éric Moussambani, lors des Jeux olympiques de 2000.